# Рофија (Пиза)
Рофија је насеље у Италији у округу Пиза, региону Тоскана.
Према процени из 2011. у насељу је живело 314 становника. Насеље се налази на надморској висини од 23 м.